# Josy Meyers
Josy Meyers, geboren als Johann Joseph Meijers, (Troisvierges, 12 maart 1904 – Strassen, 29 september 1970) was een Luxemburgs kunstschilder en tekendocent.

## Leven en werk
Josy Meyers was een zoon van Johann Meijers en Catharina Schonen. Hij studeerde aan het Institut Supérieur de Peinture Van Der Kelen in Brussel, de kunstacademie van München (1922-1923) en de École nationale supérieure des beaux-arts (1923-1926) in Parijs. Hij werd opgeleid tot tekendocent en liep stage aan de Industrieschool (1927-1928) en de Ambachtsschool (1928-1929) in de hoofdstad. In 1930 behaalde hij de graad van professor, hij kreeg een vaste aanstelling en was tot zijn pensioen in 1963 als professeur de dessin aan de ambachtsschool verbonden. Tot zijn leerlingen behoorden Edmond Goergen, Mett Hoffmann, Pe'l Schlechter en Lily Unden. Meyers trouwde in de jaren 1920 met de Duitse kunstenares Carin Urban (1899-1960), die een eigen kunstnijverheidsatelier in Luxemburg-Stad had. Na haar overlijden hertrouwde hij met Vreny Treichler.
Meyers schilderde bloemstukken, landschappen, naakten en portretten. Hij was lid van de Cercle Artistique de Luxembourg (CAL) en exposeerde op de jaarlijkse salons. In 1927 ontving hij de Prix Grand-Duc Adolphe. Vanaf 1929 exposeerde hij geregeld solo bij Galerie Bradtké in Luxemburg-Stad. Meyers nam verder onder meer deel aan de wereldtentoonstelling van 1935 in Brussel en de wereldtentoonstelling van 1937 in Parijs. De CAL was verantwoordelijk voor de aankleding van het Luxemburgs paviljoen op de New York World's Fair (1939) en schakelde Meyers in om met Pierre Blanc en Émile Probst een grote voorstelling te schilderen die de Luxemburgse geschiedenis in beeld bracht. Tijdens de Tweede Wereldoorlog nam hij met andere kunstenaars uit de gouw Moselland deel aan tentoonstellingen in Duitsland, met onder anderen Jean-Pierre Calteux, Jean Schaack en Jang Thill in Schloss Schönhausen (september 1941) bij Berlijn en met Calteux, Will Kesseler, Albert Kratzenberg en Thill in het Kaiser-Friedrich-Museum (maart 1942) in Berlijn. Na de oorlog exposeerde hij met Luxemburgse kunstenaars, onder wie zijn vrouw, in het Palais des Beaux-Arts (september 1945) in Brussel.
Josy Meyers overleed in 1970, op 66-jarige leeftijd in Strassen. Hij werd begraven bij zijn vrouw op de begraafplaats van Merl. In 1977 werd in het gemeentehuis van Strassen een retrospectief gehouden met werken van Josy en Carin Meyers.
- Musée national d'archéologie, d'histoire et d'art: lkl001198